# Qmmp
A Qmmp egy zenelejátszó program, ami minden jelentős hangfájl-formátumot és különböző internetes streameket támogat.
Telepíthető Linux, FreeBSD és Windows operációs rendszereken. Bővíthető Winamp kiegészítőkkel és bőrökkel.
Elérhetőek angol, ukrán, orosz, lengyel, japán, héber, cseh, litván, német, holland vagy magyar nyelven kommunikáló változatai.

## Lásd még
- Winamp
- XMMS
- XMMS2